# Rue de l'Est (Colmar)
Pour les articles homonymes, voir Rue de l'Est.
La rue de l'Est est une voie de circulation de la ville de Colmar, en France.

## Situation et accès
Cette voie de circulation, d'une longueur de 450 m, se trouve dans le quartier centre.
On y accède par les rues Schwendi, de l'Abattoir, Saint-Éloi, de l'Ours et de la Grenouillère.
Cette voie n'est pas desservie par les bus de la TRACE.

## Bâtiments remarquables et lieux de mémoire
Dans cette rue se trouvent des édifices remarquables[Lesquels ?].

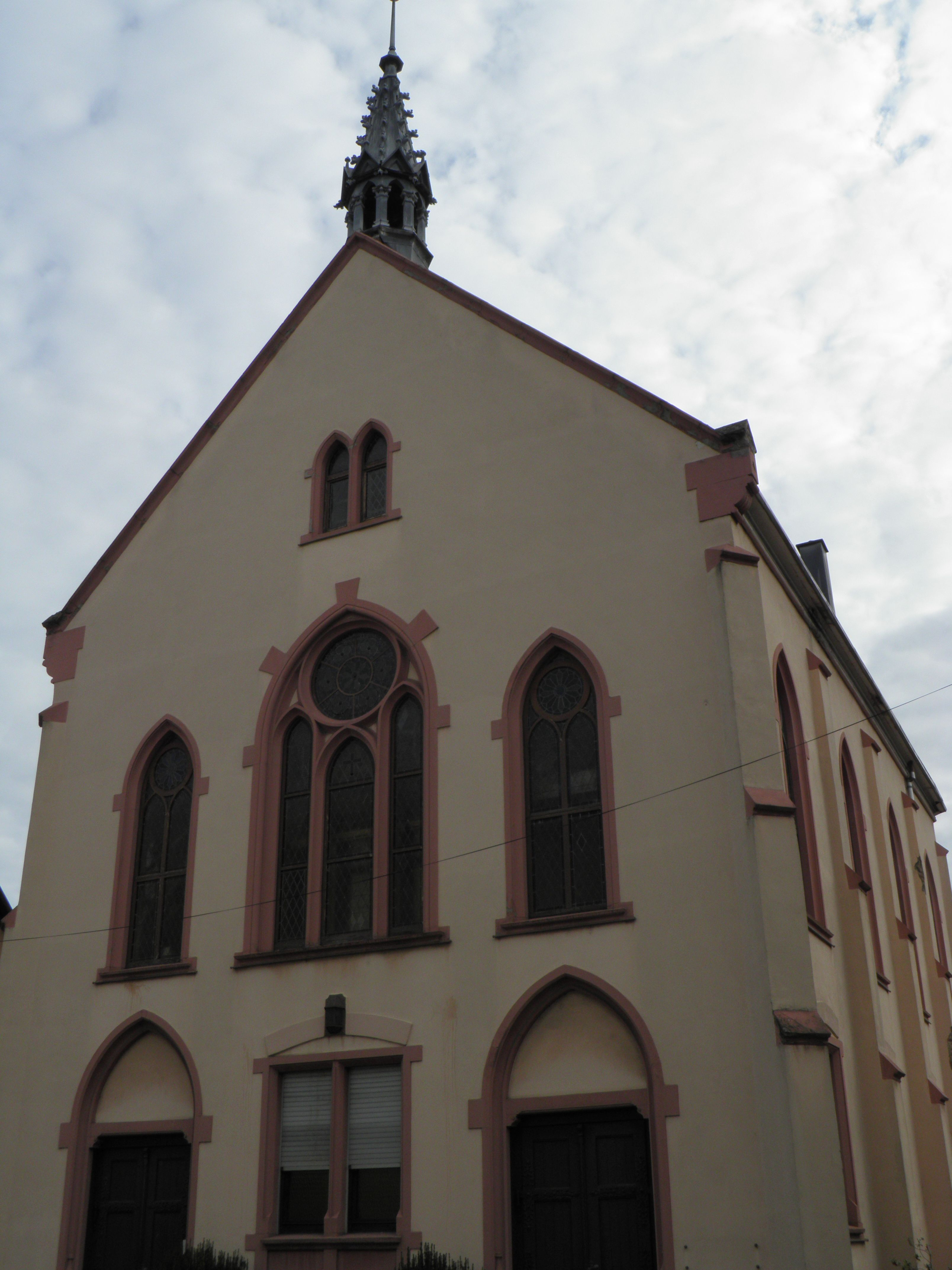
Église évangélique méthodiste